# جيري كولكويت
جيري كولكويت (بالإنجليزية: Jerry Colquitt)‏ هو لاعب كرة قدم أمريكية أمريكي، ولد في 28 يونيو 1972.